# 楊際清
楊際清，字子会，号镜海，山東省萊州府膠州人，清朝的政治人物。進士出身。

## 生平
早年受业于济南泺源书院，得匡源赏识，举贡生。光緒二年（1876年），參加丙子恩科會試，得貢士第113名。殿試登進士2甲第156名。同年五月（6月3日），改庶吉士。光緒三年四月癸丑（1877年6月9日），翰林院散馆，著以六部部屬用。任刑部主事，不久辞官，主讲济宁书院。有《古近体诗文》。